# Бугаев, Иван Максимович
Ива́н Макси́мович Буга́ев (12 (25) ноября 1919 год, посёлок Одинковка, Екатеринославская губерния — 22 апреля 1980, Ленинград) — советский оперный певец (лирический тенор), Народный артист РСФСР (1957)

## Биография
Иван Максимович Бугаев родился 12 (25) ноября 1919 года в посёлке Одинковка Екатеринославской губернии Украинской ССР (в 1959 году посёлок вошёл в состав города Игрень, в 1977 году Игрень вошёл в состав Днепропетровска).
С 1936 года служил в военно-морском флоте, участвовал в художественной самодеятельности, выступал в составе Ансамбля песни и пляски Черноморского флота. Участник Великой Отечественной войны.
В 1943—1946 годах учился в Ленинградской консерватории (класс С. В. Акимовой).
С 1945 года был ведущим солистом Ленинградского театра оперы и балета имени С. М. Кирова. Выступал как концертный певец, гастролировал за рубежом (Венгрия, Чехословакия, Голландия).
С 1965 года преподавал в музыкальном училище при Ленинградской консерватории.
Умер 22 апреля 1980 года в Ленинграде, похоронен на Богословском кладбище.

## Награды и премии
- Заслуженный артист РСФСР (7 мая 1953)
- Народный артист РСФСР (22 июня 1957)

## Оперные партии
- «Евгений Онегин» П. И. Чайковского — Ленский
- «Дубровский» Э. Ф. Направника — Дубровский
- «Риголетто» Д. Верди — Герцог
- «Сказка о царе Салтане» Н. А. Римского-Корсакова — Гвидон
- «Князь Игорь» А. П. Бородина — Владимир Игоревич
- «Демон» А. Г. Рубинштейна — Синодал
- «Травиата» Д. Верди — Альфред
- «Фауст» Ш. Гуно — Фауст
- «Севильский цирюльник» Дж. Россини — Альмавива
- «Декабристы» Ю. Шапорина — Щепин-Ростовский
- «Оптимистическая трагедия» А. Холминова — Вайнонен
- «Бал-маскарад» Д. Верди — Ричард
- «Борис Годунов» М. П. Мусоргского — Шуйский
- «Царская невеста» Н. А. Римского-Корсакова — Бомелий